# José Casanova
José Casanova (* 1951 in Saragossa, Spanien) ist ein spanischer und US-amerikanischer Religionssoziologe, Professor am Department of Sociology der Georgetown University, Washington, D.C., und Leiter des Berkley Center's Program on Globalization, Religion and the Secular.

## Leben
Nach dem Studium der Philosophie in Saragossa, der Katholischen Theologie im Canisianum von 1969 bis 1973 in Innsbruck und der Soziologie in New York lehrte Casanova von 1987 bis 2007 Soziologie an der New School for Social Research in New York. Seit Januar 2008 hat er die Professur an der Georgetown University inne. Er ist außerdem Mitglied der Arbeitsgruppe Religion, Säkularisation und internationale Angelegenheiten des Social Science Research Council und Programmleiter des Programms Globalization, Religion and the Secular am Berkley Center for Religion, Peace and World Affairs in Washington, DC.

## Werk
Casanovas Forschungsschwerpunkte sind Religion und Globalisierung, Migration und religiöser Pluralismus, transnationale Religionen und die Theorie der Soziologie.
In seinem Buch Public Religions in the Modern World tritt José Casanova den Säkularisierungsthesen von Max Weber und Émile Durkheim entgegen und stellt eine zunehmende öffentliche Bedeutung und Renaissance der Religionen fest. Entgegen dem Mainstream der Forschung widerspricht er dem Postulat eines unauflöslichen Zusammenhangs von Säkularisierung und Moderne, und der Prognose eines zunehmenden Bedeutungsverlusts der Kirchen. Hierzu untersucht er in empirischen Einzelstudien die Religion in Spanien, Polen, Brasilien und den USA. Für die ersten drei Länder kann er einen wichtigen Einfluss der katholischen Kirche auf die Demokratisierungsbemühungen der 1970er- und 1980er-Jahre nachweisen. Ein Bedeutungsverlust der Religion bzw. ihre Privatisierung seien nach Casanova empirisch nicht belegbar. Den Kirchen und Religionsgemeinschaften prognostiziert er dagegen eine politische Renaissance, wenn sie sich offener und innovativer mit der Moderne auseinandersetzen.

## Auszeichnungen
- 2010: Ehrendoktorwürde der Universität Innsbruck in Theologie
- 2012: Theologischer Preis der Salzburger Hochschulwochen

## Schriften
- zusammen mit Hans Joas (Hrsg.): Religion und die umstrittene Moderne. Kohlhammer, Stuttgart 2010 (Globale Solidarität – Schritte zu einer neuen Weltkultur; Bd. 19), ISBN 978-3-17-021234-3.
- Europas Angst vor der Religion. Aus dem Englischen übersetzt von Rolf Schieder. Berlin University Press, Berlin 2009, ISBN 3-940432-47-4.
- Rethinking Secularization: A Global Comparative Perspective, in: The Hedgehog Review 2006
- The Long Journey of Turkey into Europe and the Dilemmas of European Civilization, in: Constellations 2006
- Einwanderung und der neue religiöse Pluralismus. Ein Vergleich zwischen der EU und den USA, in: Leviathan 2006
- Religion, the New Millennium and Globalization, in: Sociology of Religion 2001
- zusammen mit Michael Walzer: Das Europa der Religionen, Verlag Neue Kritik, Frankfurt am Main 1994, ISBN 3-8015-0281-2.
- Public Religions in the Modern World (1994), in fünf Sprachen übersetzt, u. a. ins Arabische und Indonesische; Google Bücher